# Lijst van Nederlandse fietssnelwegen
Dit is een lijst van fietssnelwegen (doorfietsroutes) in Nederland. De F-nummers en officiële kleuren van de fietssnelwegen zijn terug te vinden op de website van het CROW Fietsberaad.
|  | Van - naar                                                             | Eigen naam                                           | Status (okt 2018)  | Omschrijving | Externe link         |
|  | ---------------------------------------------------------------------- | ---------------------------------------------------- | ------------------ | --- | -------------------- |
|  | Almere-Poort - Almere-Buiten                                           | Spoorbaanpad                                         | Gereed             | Dit fietspad volgt de spoorlijn door Almere. Dit al bestaande fietspad is in de periode 2017-2023 opgeknapt en verbeterd tot snelfietsroute. |                      |
|  | Amersfoort - Utrecht                                                   | F28                                                  | In uitvoering      | Dit is de eerste snelfietsroute in de provincie Utrecht. De route loopt van Utrecht (Singel bij Griftpark) via Bilthoven, Den Dolder en Soestduinen naar Amersfoort en v.v. | [dode link],         |
|  | Amsterdam - Haarlem                                                    | F200                                                 | Gereed             | De snelfietsroute begint in Amsterdam-Sloterdijk en volgt de A200 naar het centrum van Haarlem. Op veel plekken is in 2017 het asfalt vernieuwd en in 2019 is de N200 en het fietspad vernieuwd. |                      |
|  | Amsterdam - Zaandam                                                    | F8                                                   | Gereed             | De fietsroute voert van het NDSM-terrein in Amsterdam-Noord naar het centrum van Zaandam. |                      |
|  | Apeldoorn - Deventer                                                   | F344                                                 | Gereed             | De route tussen Apeldoorn en Deventer loopt grotendeels langs de provinciale weg N344. | , (gearchiveerd)     |
|  | Arnhem - Velp (- Dieren)                                               | F348                                                 | Deels gerealiseerd | De snelfietsroute tussen Arnhem en Dieren zou de spoorbaan volgen. De route is in 2020 afgelast omdat de Hoofdstraat in Velp niet aan de eisen voor fietssnelweg kan voldoen. In 2024 opende wel het gedeelte tussen Arnhem en Velp. | (gearchiveerd)       |
|  | Arnhem - Nijmegen                                                      | RijnWaalpad (F325)                                   | Gereed             | Eerste snelfietsroute van Gelderland. Verbindt de Rijn in Arnhem met de Waal in Nijmegen. |                      |
|  | Arnhem - Wageningen                                                    | Nederrijnpad (F225)                                  | In uitvoering      | Volgt de Nederrijn van Arnhem naar Wageningen. | (gearchiveerd)       |
|  | Arnhem - Zevenaar                                                      | De Liemers (F112)                                    | Gereed             | Deze snelfietsroute volgt de spoorbaan. | (gearchiveerd)       |
|  | Assen - Groningen                                                      | Doorfietsroute De Groene As (F28)                    | In uitvoering      | In de winter van 2017-2018 is een eerste deel aangelegd. Het eerste deel van de route is in 2022 geopend. Op meerdere plekken worden nog verbeteringen uitgevoerd zodat in 2025 de route helemaal gereed is. |                      |
|  | Beuningen - Nijmegen                                                   | Batavierenpad                                        | Gereed             | Het Batavierenpad heeft zowel een noordelijke als een zuidelijke route tussen de gemeentes Beuningen en Nijmegen. In Nijmegen sluit het aan op het RijnWaalpad. | ,                    |
|  | Bilthoven - De Uithof - Houten                                         | -                                                    | Deels gereed       | Verbeteringen aan bestaande fietspaden zou tot een doorgaande snelfietsroute moeten leiden. Het stuk tussen Bilthoven en de universiteit is inmiddels gerealiseerd. | (gearchiveerd)       |
|  | Breukelen - Utrecht                                                    | F2                                                   | Gereed             | De snelfietsroute volgt het Amsterdam-Rijnkanaal. |                      |
|  | Cuijk - Nijmegen                                                       | MaasWaalpad (F73)                                    | Gereed             | Verschillende aanpassingen, waaronder een brug over de Maas, waren nog nodig om dit pad te voltooien. De snelfietsroute is geopend in september 2020. | (gearchiveerd)       |
|  | De Lier - Delft - Pijnacker-Nootdorp                                   | ZOEF-route (F108)                                    | Gereed             | De route verbindt Delft met zowel het Westland als met Pijnacker-Nootdorp. | (gearchiveerd)       |
|  | Delft - Rotterdam                                                      | -                                                    | Gereed             | De route volgt ook een deel van de A13. Gerealiseerd in 2009. | (gearchiveerd)       |
|  | Den Haag - Leiden                                                      | Via 44 én Velostrada (F44)                           | Gereed             | Twee snelfietsroutes verbinden Den Haag met Leiden. De Velostrada volgt het spoor en de Via44 volgt de A44. |                      |
|  | Den Haag - Zoetermeer                                                  | F12                                                  | Gereed             | Deze snelfietsroute is al in 2008 gerealiseerd en loopt parallel aan de snelweg A12. | (gearchiveerd)       |
|  | Dordrecht - Rotterdam                                                  | F16                                                  | Gereed             | Deze route is in 2014 geopend door bestaande fietspaden te verbeteren en knelpunten op te lossen. De route volgt in grote lijnen de A16. Wel zijn er nog veel verkeerslichten op deze route zodat doorfietsen nog niet echt mogelijk is. |                      |
|  | Ede - Veenendaal                                                       | F112                                                 | Gereed             | De wegen en fietspaden tussen Ede en Veenendaal zijn in verschillende fases vanaf 2012 verbeterd. In 2022 vinden de laatste aanpassingen plaats in Ede. | [ 2 ]                |
|  | Ede - Wageningen                                                       | Doorfietsroute Ede-Wageningen (F781)                 | In uitvoering      | De route wordt aangelegd tussen 2021 en 2025. | [ 3 ]                |
|  | Eindhoven - Helmond                                                    | F270                                                 | Deels gereed       | De route loopt van station Eindhoven naar station Helmond. In juni 2024 is een deel tussen Nuenen en Helmond aangelegd. De laatste ontbrekende schakel bij het Dommeldal wordt nog aangelegd. | (gearchiveerd)       |
|  | Eindhoven - Tilburg - Breda - Etten-Leur - Roosendaal - Bergen op Zoom | F58                                                  | Deels gereed       | Het eerste traject van de F58 tussen Breda en Etten-Leur is gerealiseerd, het traject tussen Tilburg en Breda is voor een groot deel gerealiseerd, het wachten is op enkele fietsviaducten op de route. In de toekomst moet de route verder worden doorgetrokken richting het westen naar Roosendaal en Bergen op Zoom, en richting het oosten naar Eindhoven. | (gearchiveerd)       |
|  | Eindhoven - Valkenswaard                                               | Oude Spoorbaantracé (F69)                            | Gereed             | Geopend in 2015. Dit fietspad volgt een deel van het oude spoorbaantracé van de spoorlijn Spoorlijn 18 Winterslag - Eindhoven. | (gearchiveerd)       |
|  | Gouda - Rotterdam                                                      | F20                                                  | Deels gereed       | Deze route zal de A20 volgen en vanaf 2022 gereed zijn. | [ 5 ]                |
|  | Groningen - Leek                                                       | F7                                                   | In uitvoering      | Deze route zal deels de A7 volgen, vanaf het Lettelberterdiep twee routes naar Leek. De route is al deels gereed, naar verwachting opgeleverd medio 2026. | [ 6 ]                |
|  | Hilversum - Utrecht                                                    | Snelfietsroute Hilversum - Utrecht (F27)             | Gepland            | Deze route zal grotendeels de A27 volgen. De aanleg zal volgens plan in 2025 starten en in 2028 gereed zijn. | [ 7 ]                |
|  | Hoofddorp - Uithoorn                                                   | F201                                                 | In uitvoering      | Deze snelfietsroute volgt in hoofdlijnen de oude route van de N201 en wordt ook wel F201 genoemd. De route wordt in delen aangelegd. | [ 8 ]                |
|  | Houten - Utrecht Lage Weide                                            | Snelfietsroute Houten - Utrecht Lage Weide (F409)    | in aanleg          | De route voert van bedrijventerrein Lage Weide in Utrecht via Nieuwegein-Noord naar het centrum van Houten en faciliteert tevens nieuwe woningbouwlocaties in Utrecht Leidsche Rijn en Houten. | [ 9 ]                |
|  | Maassluis - Schiedam                                                   | Hoekselijnpad                                        | Deels gereed       | Dit pad is deels gereed. Uiteindelijk moet het een doorgaande fietsroute worden tussen Rotterdam en Hoek van Holland. Het deel tussen Maassluis en Schiedam is nu gereed. | [ 10 ]               |
|  | Maastricht - Sittard                                                   | F2                                                   | In uitvoering      | In 2018 wordt het eerste deel van de route opgeleverd. | [ 11 ] [ 12 ]        |
|  | Oss - 's-Hertogenbosch - Waalwijk                                      | F59                                                  | Deels gereed       | Deze route is in 2016 geopend en volgt in grote lijnen de A59. De route zal worden doorgetrokken van 's-Hertogenbosch naar Waalwijk. Dit zal in 2022 gerealiseerd zijn. | [ 13 ] [ 14 ]        |
|  | Oss - Veghel                                                           | F50                                                  | Gepland            | De voorkeursvariant is het 'Duits lijntje' langs een voormalige spoorlijn. | [ 15 ] [ 16 ]        |
|  | Papendrecht - Dordrecht                                                | Beneden Merwederoute (F15)                           | Gereed             | Door verbeteringen in bestaande fietsinfrastructuur is deze snelfietsroute gerealiseerd. De route is in februari 2018 geopend. De route sluit aan op de F15 IJsselmonde bij de Brug over de Noord. | [ 17 ]               |
|  | Tilburg - Waalwijk                                                     | F261                                                 | Gereed             | Deze snelfietsroute voert van Tilburg NS-station naar Waalwijk bedrijventerrein over een lengte van 18,6 km. De route is aangelegd tussen 2018-2021. Voor deze route is speciale wegmarkering en borden ontworpen. | [ 18 ]               |
|  | Twente                                                                 | F35                                                  | Deels gereed       | Een van de eerste fietssnelwegen in Nederland, die verschillende steden in Twente met elkaar verbindt. De route wordt ook doorgetrokken naar Duitsland. | [ 19 ]               |
|  | Veenendaal - Utrecht                                                   | Snelfietsroute Veenendaal - Utrecht (F225)           | Deels gereed       | Deze route verbindt Utrecht Science Park (De Uithof) met het centrum van Veenendaal. | [ 20 ]               |
|  | Venlo - America                                                        | Greenport Bikeway (F167)                             | Gereed             | De Greenport Bikelane heeft twee routes, een zuidelijke van Venlo naar America (gereed in 2022) en een noordelijke die via Trade Port Noord loopt (2015). Het oostelijke deel van de noordelijke route, van Venlo tot aan de Floriade, was gereed in 2012 en de zuidelijke route van Venlo tot Sevenum was in 2014 klaar.                                      | [ 21 ]               |
|  | Westervoort - Zevenaar                                                 | F12                                                  |                    | |                      |
|  | Wijchen - Nijmegen                                                     | F326                                                 | Gereed             | Deze snelfietsroute loopt tussen station Wijchen en station Nijmegen. De route werd in 2007 geopend. | [ 22 ]               |
|  | Winsum - Groningen                                                     | F361                                                 | Gereed             | Deze snelfietsroute loopt tussen de Eikenlaan in Groningen en het zuiden van de bebouwde kom van Winsum. Het gedeelte tot Sauwerd werd in 2021 geopend. Het resterende deel is in 2025 opengesteld. | [ 24 ] [ 25 ] [ 26 ] |
|  | Woerden - Utrecht                                                      | Snelfietsroute Woerden-Utrecht (F12)                 | Deels gereed       | Deze snelfietsroute verbindt het westen van Utrecht via Harmelen met Woerden. Werkzaamheden starten in 2022. | [ 27 ]               |
|  | IJsselstein - Nieuwegein - Utrecht                                     | Snelfietsroute IJsselstein-Nieuwegein-Utrecht (F408) | Deels gereed       | Deze route loopt vanaf IJsselstein tot station Utrecht Vaartsche Rijn. | [ 28 ]               |
|  | IJsselmonde                                                            | F15 IJsselmonde                                      | Deels gereed       | Deze route verbindt verschillende steden (o.a. Rotterdam, Barendrecht, Ridderkerk) op het eiland IJsselmonde. De opening is gepland voor 2021. | [ 29 ]               |
|  | Zaltbommel - 's-Hertogenbosch                                          | F2                                                   | In uitvoering      | De opening van de route is gepland voor 2025. | [ 30 ]               |
|  | Zuidlaren - Haren                                                      | Snelfietsroute Zuidlaren - Haren (F34)               | Gepland            | Voorkeurstracé bekend, uitvoering in 2026/2027 en verder. Tracé gaat in Haren aansluiten op fietssnelweg naar Groningen. | [ 31 ]               |

Naast deze snelfietsroutes zijn er nog vele andere in onderzoek. Hierbij onderzoeken provincies, gemeentes of belanghebbenden de mogelijkheden voor een bepaalde snelfietsroute.